# Gouvernements de l'Union libérale
Les gouvernements de l'Union libérale (en espagnol : gobiernos de la Unión Liberal) constituent la troisième période du règne d'Isabelle II d’Espagne, comprise entre le Biennat progressiste (1854-1856) et la crise finale de la Monarchie isabelline (1863-1868). Comme son nom l’indique, il est caractérisé par la présence au gouvernement de l’Union libérale du général Leopoldo O'Donnell, à l’exception d’un bref intervalle de gouvernements du Parti modéré, entre 1856 et 1858. Le « gouvernement long » d’O'Donnell (1858-1863) constitue l’étape de plus grande stabilité politique du règne d’Isabelle II et est de fait le troisième gouvernement le plus long de l’histoire contemporaine de l'Espagne, après le gouvernement absolutiste de Ferdinand VII et la dictature du général Franco.

## Origine du parti Union libérale

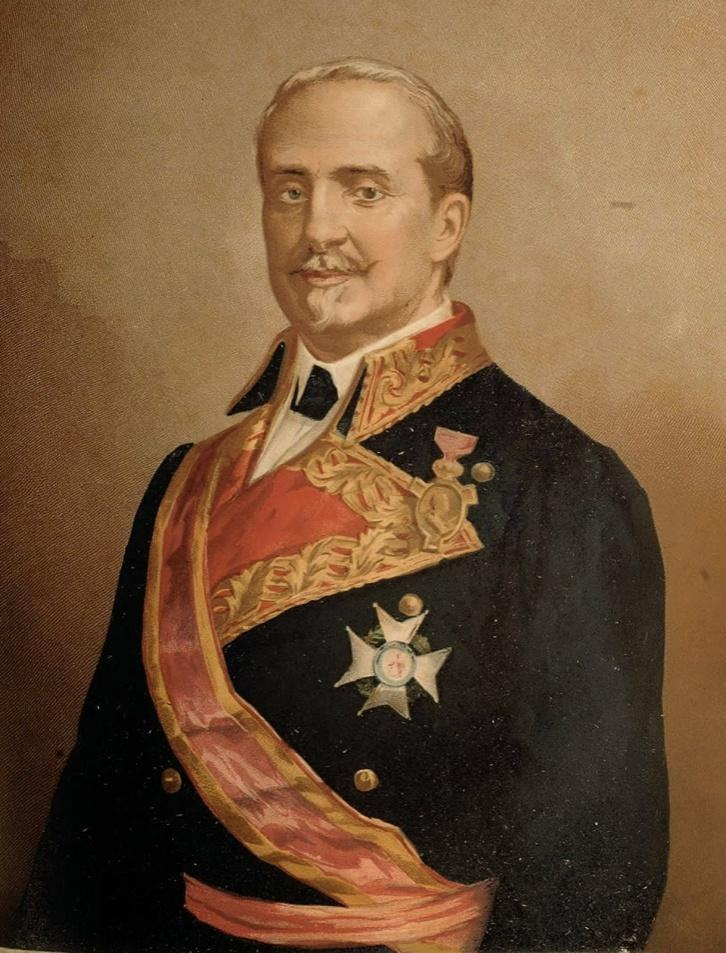
Le général Leopoldo O'Donnell.

L’origine de l’Union libérale remonte à la révolution de 1854 en Espagne, au cours de laquelle les modérés « puritains » menés par O'Donnell s'unirent aux progressistes pour mettre fin au gouvernement du comte de San Luis qui, à défaut d’une base parlementaire suffisante gouvernait par décret avec le soutien exclusif de la reine Isabelle II. Après le triomphe de la révolution qui déboucha sur le Biennat progressiste (1854-1856), le nouveau gouvernement présidé par le général progressiste Baldomero Espartero, avec O'Donnell au portefeuille clé de la Guerre, il convoqua, conformément à son engagement, des élections à Cortès constituantes, dont le principal objectif serait l’élaboration d’une nouvelle Constitution pour remplacer celle de 1845. Lors des élections, célébrées en octobre, le gouvernement appuya les candidatures dites d’« union libérale », qui obtinrent une large victoire avec environ 240 sièges, rassemblant les modérés « puritains », dont une figure prééminente était le jeune Antonio Cánovas del Castillo, et les progressistes « tempérés » menés par Manuel Cortina. Une partie du Parti progressiste, les progressistes « purs » menés par Salustiano de Olózaga, Pedro Calvo Asensio et le jeune Práxedes Mateo Sagasta, n’intégrèrent pas l’union libérale et présentèrent des candidatures séparées.
L’étape suivante dans le rapprochement entre modérés « puritains » et progressistes « tempérés » — qui commencèrent à être désignés comme les « resellados », littéralement « rescellés, ceux qui changent de parti » —, fut la fondation en mars 1856 du Centre parlementaire, qui serait le noyau dont surgirait deux ans plus tard le parti Union libérale. Ce dernier rassembla les « puritains » comme Ríos Rosas, Joaquín Francisco Pacheco, Antonio Cánovas del Castillo et Nicomedes Pastor Díaz et les progressistes « resellados » " Augusto Ulloa, Evaristo San Miguel, Manuel Cortina, Fernando Corradi, Vicente Sancho et le général Juan Prim. Leur intention était de former un parti dont la base sociale serait ancrée dans la classe moyenne et qui serait partisan d’une politique libérale et progressiste dans le cadre de la monarchie constitutionnelle, susceptible d’alterner au gouvernement avec un autre parti « conservateur ».

## Contre-révolution de 1856 et premier gouvernement d’O'donnell
Le général  O'Donnell, encouragé par le général Serrano, profita de la conflictualité sociale des premiers mois de 1856 — émeutes de subsistance en Castille, grèves en Catalogne, émeutes contre les quintas (service militaire obligatoire) au Pays valencien) — pour faire un discours catastrophiste aux Cortès visant à faire chuter le gouvernement progressiste du général Espartero, au pouvoir depuis le début du Biennat progressiste, avec O'Donnell lui-même comme ministre de la Guerre. Il assura que les mouvements revendicatifs étaient inspirés par « le principe du socialisme », motivés par des idées qui, « jusqu’alors inconnues en Espagne, s’infiltrent aujourd’hui dans nos masses » et qui se résumaient dans le slogan « Guerre à celui qui possède ! ». Ainsi, il affirma que le gouvernement devait mettre fin à ces « crimes » qui étaient « les plus grands que l’on puisse commettre […]; il s’agit seulement de l'attaque contre la famille, contre la propriété, contre ce qui existe de plus sacré dans la société ».
Étant donné que des membres de la Milice nationale avaient participé aux désordres, O'Donnell posa au gouvernement la question de son désarmement et de s’en remettre à l’armée pour mener la répression. Début juillet 1856, le ministre du Gouvernement, Patricio de la Escorura, se rendit à Valladolid pour juger sur place de la crise sociale et des actions répressives des autorités. Lorsqu’il revint à Madrid le 9 juillet, il informa le président Espartero que les militaires avaient recours à des mesures extrêmes dans la répression, soumettant des civils à des conseils de guerre et en procédant à des exécutions sommaires, ce qui l’amena à proposer la destitution du ministre de la Guerre O'Donnell, qui en tant que tel en était le responsable voire l’instigateur. Il l’avertit également qu’O'Donnell et Serrano conspiraient contre lui, et qu’il était convaincu que les modérés se trouvaient derrière les émeutes de subsistance.
O'Donnell entra alors dans un affrontement direct avec Escosura au sein du gouvernement. Le conflit fut présenté devant la reine, qui donna son appui à O'Donnell et acepta la démission d’Escosura, qui fut suivie de celle d’Espartero, qui s’étant senti délégitimé par Isabelle, mais allégua des problèmes de santé. Par la suite, la reine nomma O'Donnell président du Conseil des ministres, ce dernier atteignant ainsi son objectif d’en finir avec le gouvernement progressiste. Sa nomination, publiée le 14 juillet 1856, fut accompagnée de la déclaration de l’état de guerre dans toute l’Espagne, en prévision des révoltes des progressistes et des démocrates, et de la réaction d’Espartero lui-même. De plus, le « coup contre-révolutionnaire » — comme le nomme Josep Fontana — s’était produit durant la période de suspension estivale des Cortès commencée le 1er juillet, la sanction royale de la nouvelle Constitution, déjà terminée, ayant été laissée en suspens.
La première réaction se produisit le jour même, le 14 juillet, dans l’après-midi, lorsqu’un groupe de 83 ou 91 députés (selon les sources) sur 350 se réunirent au Congrès pour voter de façon quasi unanime le censure du nouveau gouvernement, proposée par le député progressiste et ancien ministre du Budget, Pascual Madoz, car cela signifiait l’introduction d’« une politique diamétralement opposée » à ce que les Cortès avaient manifesté jusqu’alors. Ne parvenant pas à être reçus par la reine, ils s’enfermèrent dans l’hémicycle où ils passèrent la nuit du 14 au 15 juillet. C’est alors qu’O'Donnell ordonna le bombardement de l’édifice. Les miliciens qui défendaient les accès au palais des Cortès abandonnèrent leurs positions, et à 11 h 30 les 43 députés qui avaient résisté jusqu’alors — 37 progressistes et 6 démocrates — abandonnèrent le bâtiment et rentrèrent chez eux. 
À ce moment, tous étaient en attente de la réaction du général Espartero, dont dépendait l’issue de la contre-révolution orchestrée par O'Donnell. Ce fut par exemple le cas de la Milice nationale, qui était disposée à résister et à se placer sous les ordres d’Espartero. Mais le général refusa d’assumer la direction du mouvement d’opposition — ce qu’il justifia en affirmant que cela mettrait en danger la monarchie d’Isabelle II elle-même — et, après avoir poussé le cri « Vive l’indépendance nationale ! », se retira de la vie politique — « il s’enfuit », dirent certains de ses partisans désenchantés —. Ceci facilita la victoire de l’armée, qui prit les rues de Madrid et fit même usage de l’artillerie pour écraser la milice. Dans la matinée du 16 juillet, la résistance avait disparu, le gouvernement décrétait la dissolution du conseil municipal et de la députation provinciale de Madrid, et ordonnait aux membres de la Milice nationale de remettre leurs armes. Espartero, qui était resté caché à Madrid, prit congé de la reine le 3 août et partit pour sa résidence de Logroño.
La résistance la plus acharnée fut l’œuvre des classes populaires de Barcelone, au cris de « Vive Espartero ! », ignorant que celui-ci n’allait pas intervenir. Le 18 juillet, les participations à une manifestation furent mitraillés sur ordre du capitaine général Zapatero. Le lendemain les barricades furent dressées et le dimanche 20 juillet l’armée et les insurgés combattirent rue par rue. La ville fut bombardée depuis le chateau de Montjuïc. Le jour suivant, les soldats assaillirent les barricades à la baïonnette, appuyés par l’artillerie, et ils mirent fin à la rébellion le 22. Le bilan final fit état de 63 morts chez les militaires et plus de 400 civils, sans compter les victimes ultérieures des « réprésailles sauvages ». Le consul français à Barcelone dit que les insurgés avaient poussé des cris de « Mort à la reine p…, aux généraux O'Donnell et Zapatero ! Guerre totale et d'extermination des riches, des fabricants et des propriétaires », mêlés de « Vive le général Espartero ! » et « Vive la république démocratique et sociale ! ». L’ampleur de la répression déployée à Barcelone par le capitaine général Zapatero amena le périodique El Centro Parlamentario à demander de mettre fin à ce bain de sang « au nom de ce qu’il y a de plus sacré, au nom de la religion et de l’honneur national », et à soutenir le lieu commun selon lequel « dans aucun pays civilisé on ne fusille autant qu’en Espagne ». Le 31 juillet, le dernier foyer de résistance au coup contre-révolutionnaire se rendait à Saragosse.
Une fois tous les mouvements de résistance réprimés et Espartero retiré de la scène politique, le gouvernement d'O'Donnell décréta la suppression de la Milice nationale, destitua conseils municipaux et députations provinciales, et réprima la presse. Le 2 septembre 1856, il déclara définitivement fermées par décret royal les Cortès constituantes, alors que la nouvelle Constitution n’avait pas encore été proclamée. Finalement, un autre décret royal rétablit la Constitution de 1845, modifiée par un acte additionnel qui libéralisait son contenu, et marqua la fin du Biennat progressiste.
Cependant, certains de ceux qui avaient appuyé le coup contre-révolutionnaire d'O'Donnell considèrent ces mesures, notamment la reine Isabelle II elle-même, qui dans un conseil des ministres célébré le 12 septembre exigea la suspension du désamortissement de Madoz. O’Donnell refusa, perdit la confiance de la Couronne et se vit contraint à démissionner le 10 octobre, seulement trois mois après la formation de son gouvernement. Deux jours plus tard, la reine nommé le général Narváez président du gouvernement. « Ainsi, la brève étape d’O’Donnell à la tête de l’exécutif (juillet-octobre 1856) servit finalement de transition entre le régime progressiste démis en juillet et le retour des modérés au pouvoir, à la tête desquels se trouvait le dur général Narváez ».
Selon Josep Fontana la manière dont la reine fit connaître aux intéressés sa décision de changer le gouvernement — en choisissant le général modéré Narváez comme partenaire dans une danse au palais et non o’Donnell, épisode qui fut nommé « crise du rigodon » — illustre l’« extrême dégradation » de la politique espagnole et le à quel point « sa condition de monarchie constitutionnelle » était devenue « fictive ».

## «Biennat modéré» (1856-1858)

### Gouvernement de Narváez

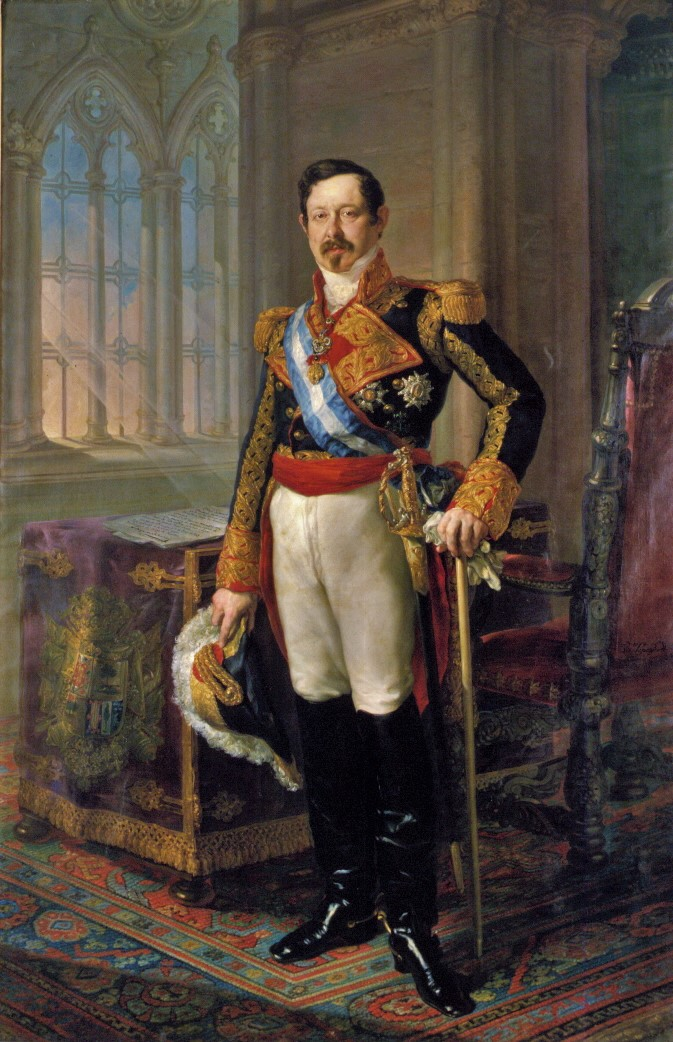
Portrait de Ramón María Narváez y Campos par Vicente López (musée des Beaux-Arts de Valence).

Le général Ramón María Narváez forma un gouvernement clairement réactionnaire qui intégrait des membres du Parti modéré, dont certains avaient participé à la révolution de 1854 mais qui l’avaient finalement reniée, comme Pidal et Cándido Nocedal. C’était précisément l’intention du gouvernement — revenir à la situation antérieure au Biennat progressiste —, ce qui rapidement se révéla impossible. Des modérés ultra-conservateurs faisaient également parti du cabinet, dont un ancien carliste, le général Urbiztondo. On dit alors que les membres les plus réactionnaires du gouvernement avaient été imposés à Narváez par la reine elle-même, encouragée par la camarilla cléricale menée par le père Claret.
L’une des premières décisions du nouveau gouvernement fut de rétablir pleinement la Constitution de 1845, qui avait été en vigueur au cours de la Décennie modérée (1844-1854), ainsi que la suspension du désamortissement — comme l’avait exigé la reine et qui avait constitué le principal motif de la chute d’O’Donnell — et le rétablissement de la legislation restrictive des modérés sur la presse et les municipalités. Le Concordat de 1851 avec l’Église catholique fut également restauré.
Après avoir gouverné par décret pendant plusieurs mois, Narváez considéra que le moment était venu de rétablir la normalité constitutionnelle — « les apparences du constitutionnalisme » selon Josep Fontana — et convoqua des élections pour le 25 mars 1857 en reprenant la loi électorale de 1846 — le nombre d’électeurs fut de nouveau réduit à environ 100 000 et les districts uninominaux restaurés —. La manipulation du scrutin par le gouvernement fut scandaleuse et les modérés obtinrent une majorité écrasante qui laissa les progressistes pratiquement sans représentation, si bien que ces derniers n’eurent de cesse de dénoncer la fraude électorale — comme le fait que des citoyens imaginaires avaient voté ou le recours à la violence de certains gouverneurs civils pour assurer le triomphe du candidat soutenu par le gouvernement ; un électeur progressiste affirma : « on m’a fait sortir de mon district sur ordre du gouverneur civil, sous la menace de me conduire au cachot si je ne sortais pas » —.
L’élection de Martínez de la Rosa, âgé de 70 ans, au poste de président du Congrès des députés et du marquis de Viluma comme président du Sénat, partisans de la charte octroyée (es) du Statut royal de 1834, fut la première preuve de la politique ultra-conservatrice qu’allait suivre le gouvernement. La confirmation définitive en fut faite le 17 juillet 1857, lors de l’approbation par les Cortès d’une loi qui réformait la Constitution dans un sens réactionnaire, étant donné qu’elle déclarait sénateurs héréditaires les membres de la grandesse d'Espagne et rétablissait le majorat, aboli 20 ans auparavant durant la révolution libérale. Tout indiquait que l’on souhaitait revenir à l’Ancien Régime. Le retour en arrière fut complété par une loi sur la presse portée par Nocedal qui qualifiée d’« emprisonnement de l’imprimerie » — et qui incluait également la censure des œuvres littéraires en établissant un « censeur spécial de romans » —.
Au cours du même mois de juillet 1857, les Cortès approuvèrent une loi des Bases qui permit quelques mois plus tard la promulgation de la loi sur l’Instruction publique promue par le ministre de l’Équipement (« Fomento ») Claudio Moyano — connue pour cette raison sous le nom de loi Moyano —, qui allait devenir la loi fixant le cadre légal du système éducatif espagnol durant plus d'un siècle. La loi autorisait les collèges religieux, qui allaient connaître un grand développement, et en application du Concordat de 1851 fut concédé à l’Église le droit d’inspecter les enseignements donnés aussi bien dans les écoles publiques que privées, afin de vérifier qu’ils étaient bien conformer avec la doctrine catholique.
Sur le plan des infrastructures, au cours du gouvernement Narváez et les deux gouvernements modérés qui lui succédèrent furent achevées deux chantiers publics d’importance, le canal de la droite de l'Èbre (es) et le canal d'Isabelle II, et le réseau télégraphique connut un développement important. De plus, le premier recensement de la population de l’histoire de l'Espagne fut réalisé en 1857.
La même année se produisit une grave crise de subsistance, provoquée par la rareté et la cherté du blé, qui se traduisit dans une forte augmentation de la conflictualité sociale, particulièrement en Andalousie. Le gouvernement la combattit en faisant des importations massives de céréales et, surtout, en ayant recours à la répression, autorisant les capitaines généraux et la police à mener des répressions et détentions arbitraires ; les autorités militaires chargées de la répression agirent sans discernement, fusillant des centaines de personnes. Cette politique fut dénoncée y compris par la bourgeoisie catalane, qui déclara que « le principe d’autorité n’est pas la crainte du sabre, mais le respect de la loi ».

### Chute de Narváez et gouvernements d’Armero et d'Istúriz
Le gouvernement de Narváez chuta en octobre 1857, un an après sa formation, non pas à cause de la conflictualité sociale mais d'une intrigue de palais. À ce moment, l'amant de la reine était Enrique Puigmoltó (es), un jeune officer du génie valencien, dont les relations avec Narváez n’étaient semble-t-il pas très bonnes, étant donné qu’il avait dit que les jours du « vieil espadon » était comptés, et que Narváez avait refusé d'accéder à la demande de la reine de le promouvoir. Une rumeur courut également, selon laquelle Narváez s’était affronté à l’épée avec le roi consort François d'Assise de Bourbon dans l'antichambre de la reine lorsque ce dernier prétendit entrer dans ses appartements. Il semble que le détonateur final fut la prétention de la reine de former un gouvernement sans président, dans lequel les ministres traiteraient directement avec elle, qui en serait la présidente virtuelle. Lorsqu'elle consulta quelques figures politiques à propos de ce changement, ces derniers lui déconseillèrent de le mettre en œuvre, si bien que la reine destitua Narváez et nomma à sa place le général Francisco Armero, personnage sans poids ni soutien politique.
Le gouvernement d’Armero dura à peine trois mois étant donné qu’il fut renversé par les votes des députés modérés menés par Bravo Murillo, qui jouissaient de la majorité aux Cortès, tout juste après l’ouverture de celles-ci. Au cours de ce « fugace gouvernement » naquit le 28 novembre 1857 « celui qui allait devenir Alphonse XII, fruit plus que probable de la relation d'Isabelle avec Puigmoltó : le sixième des douze enfants de la reine et le seul mâle qui survécut ».
Au général Armero succéda le vétéran politique Javier Istúriz, âgé de 77 ans, qui négocia avec Bravo Murillo le soutien des modérés aux Cortès. Toutefois, à cause de l’opposition d’Istúriz à la demande de son ministre du Gouvernement Posada Herrera de dissoudre le Parlement et de convoquer de nouvelles élections, avec des listes électorales volontairement altérées, ce gouvernement ne dura que six mois, démissionna le 30 juin 1858 et la reine fit de nouveau appel à O'Donnell pour prendre la tête de l’exécutif, mettant ainsi un terme au biennat modéré.

## Le «gouvernement long» d’O'Donnell (1858-1863)

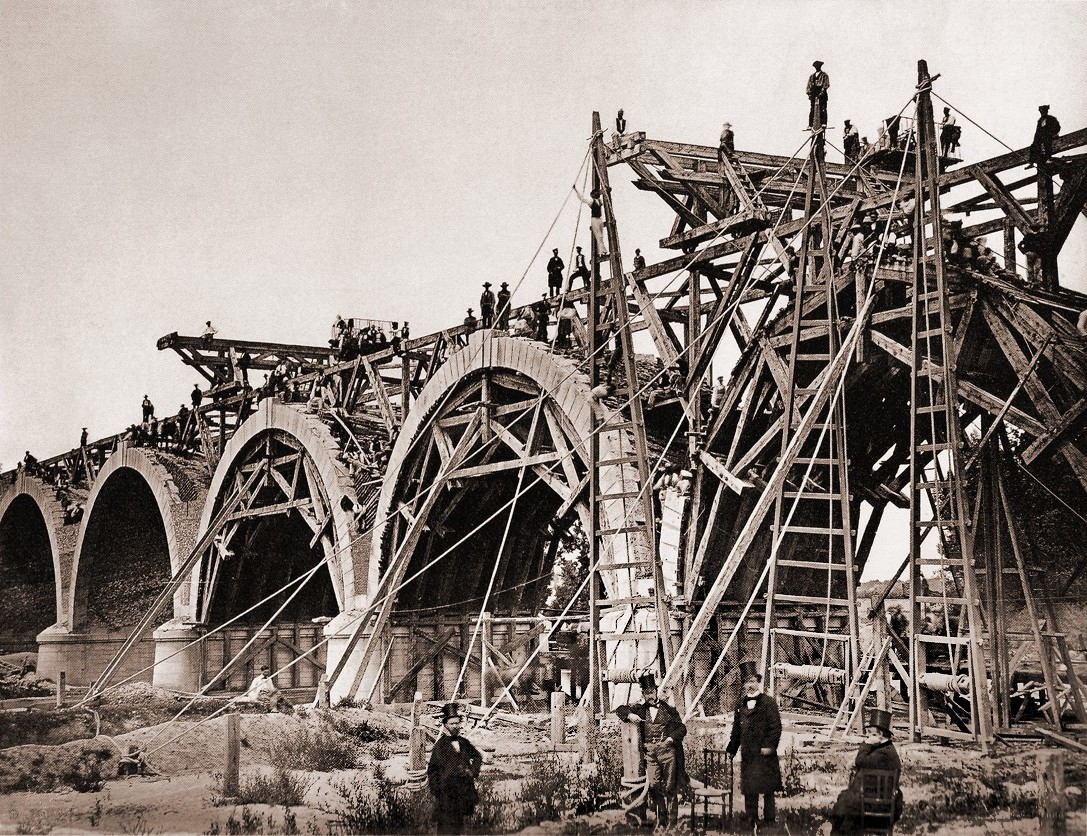
Construction du Pont des Français à Madrid (photographie de Charles Clifford de 1859).

Le gouvernement formé par O’Donnell était composé de membres du parti Union libérale, qu’il avait lui-même fondé et dont le principal idéologue fut José Posada Herrera, qui occupa le portefeuille clé du Gouvernement (Gobernación). Ce gouvernement dura quatre ans et demi (du 30 juin 1858 au 17 janvier 1863), ce qui fait de lui « le plus durable de l’histoire contemporaine espagnole, seulement dépassé par l’absolutiste de Ferdinand VII de 1825 et par ceux dictatoriaux du général Franco ».
Le gouvernement défit immédiatement l’œuvre réactionnaire du « biennat modéré » antérieur. Il purgea les listes électorales des erreurs intentionnelles qui avaient été introduites afin de porter préjudice aux progressistes et nomma certains des siens membres sénateurs, comme les généraux San Miguel et Prim, qui rejoignirent finalement l’Union libérale ; il rétablit dans son intégrité la Constitution de 1845 ; il relança la vente des « biens nationaux » en désamortissement.  Il exclut néanmoins de cette dernière les bien ecclésiastiques afin d’éviter les protestations des évêques espagnols et la rupture avec le Saint Siège, et maintint la loi sur le presse très restrictive de Nocedal, « mais en lui donnant une interprétation plus tolérante » qui permit l’existence de périodiques démocrates comme La Discusión y El Pueblo ou carlistes, como La Regeneración, La Esperanza et El Pensamiento Español. Il ne rétablit pas l'Acte additionnel de la Constitution de 1845 introduit en 1856 par le premier gouvernement O'Donnell.
Le 31 octobre 1858 furent célébrées des élections à Cortès qui donnèrent la majorité à l'Union libérale grâce à l’intense travail de propagande mené par Posada Herrera — le progressiste « pur » Olózaga l'appela ironiquement le « Grand Électeur » —, bien qu’il permît aux progressistes « purs » qui n'avaient pas intégré l'Union libérale, menés par Salustiano de Olózaga, Pascual Madoz et le jeune Práxedes Mateo Sagasta, d’obtenir un résultat digne, ainsi que deux députés démocrates et un carliste — le Valencien Antonio Aparisi Guijarro —. Les modérés virent leur présence considérablement réduite et restèrent sans leader parlementaire car Bravo Murillo avait décidé de la vie politique. Selon Juan Francisco Fuentes, cette majorité au Parlement créa un « cercle vertueux » de stabilité politique et la Couronne fut maintenue relativement à l’écart des intrigues politiques.
Une des tâches principales du « gouvernement long » fut la modernisation et la professionnalisation de l’appareil d’État avec la création du corps des ingénieurs en foresterie, la régulation des carrières judiciaires et des corps enseignants établis dans la loi Moyano ou la promulgation de la loi sur les hypothèques de 1861 et celle du notariat de 1862. En 1860, l’administration civile de l'État comptait environ 30 000 fonctionnaires et l’Armée et la Marine environ 50 000 militaires professionnels.

### Politique extérieure et coloniale
Dès le discours de la Couronne à l’ouverture de la législature des Cortès le 1er décembre il fut fait mention des trois entreprises impériales qu’allait entreprendre le nouveau gouvernement : la menace qui pesait sur le Mexique, qui serait attaqué si le paiement de la dette n’était pas satisfait, l’avertissement au sultan du Maroc de respecter le « pavillon espagnol » et la participation de l’Espagne au corps expéditionnaire que la France allait envoyer en Cochinchine — la partie méridionale de l’actuel Vietnam —, sous le prétexte de mettre fin aux attentats dont les missionnaires étaient victimes. Deux autres opérations extérieures furent également menées : la réincorporation de Saint Domingue à la Couronne espagnole en 1861 — qui ne dura que jusqu’en 1865 — et l’intervention militaire au Pérou connu sous le nom de guerre du Pacifique, entre 1862 et 1864, un an avant la fin du « gouvernement long » d’O'Donnell.
Cette intense activité à l’extérieur était plus motivée par des questions de prestige que de défense d’intérêts nationaux qui se seraient vus menacés. Selon Juan Francisco Fuentes, la guerre de Crimée et la guerre de Sécession nord-américaine ouvrirent à l’Espagne l’« opportunité de sortir de son isolement international des dernières décennies en participant, comme partenaire de second ordre, à la résolution de quelques uns des lointains conflits dans lesquels on sentit que les intérêts occidentaux étaient concernés ».

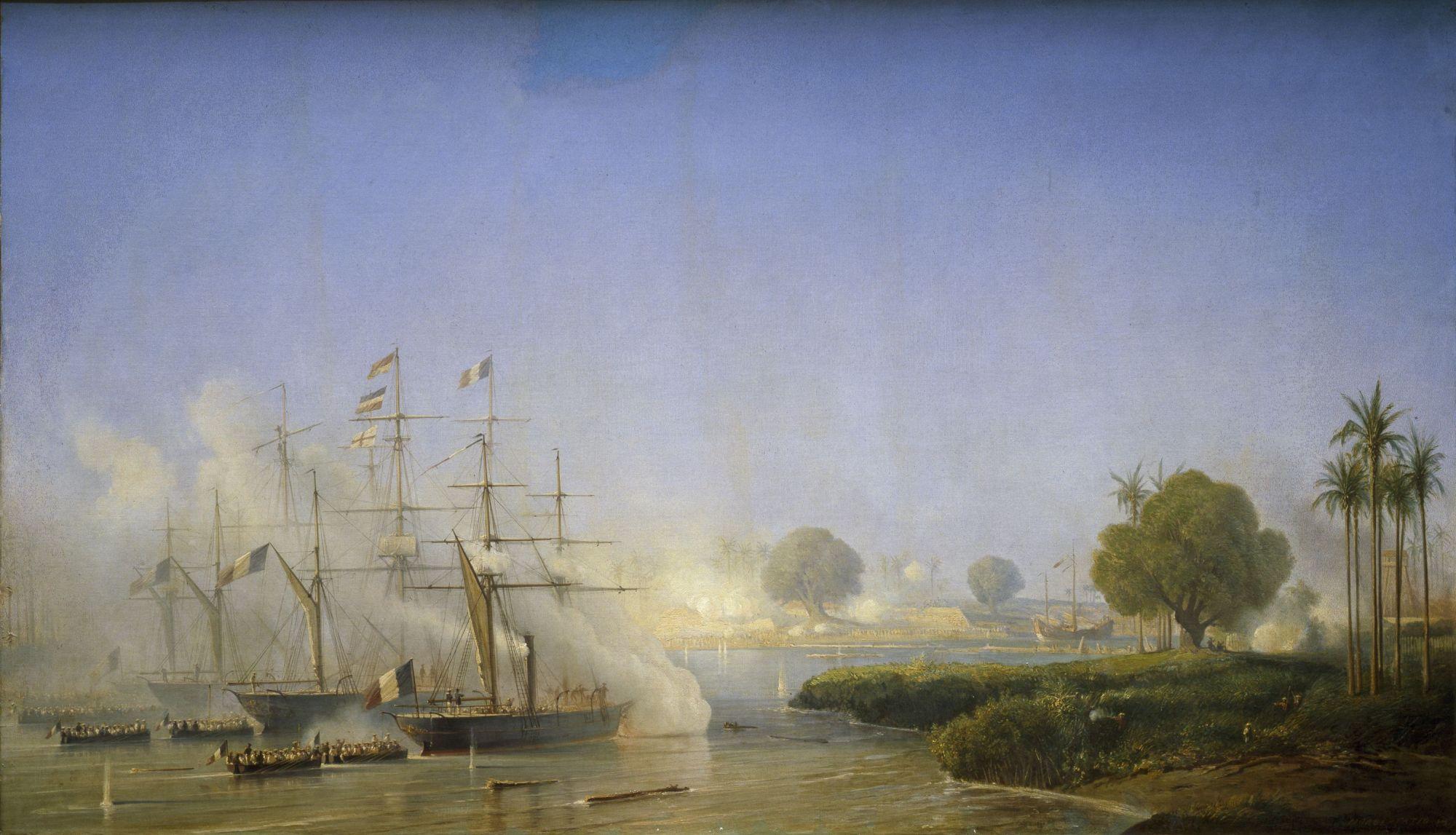
Tableau d’Antoine Morel-Fatio sur la capture de Saïgon par les forces expéditionnaires françaises et espagnoles le 18 février 1859.

L’historien Juan Francisco Fuentes fait le bilan suivant de ces expéditions :

« Les expéditions de ces années n’atteignirent ni l’objectif immédiat des conquêtes territoriales qu’elles se proposaient, ni celui plus ambitieux d’incorporer l’Espagne dans le jeu de la politique internationale en pleine transition vers un modèle colonial mis à jour et, par conséquent, dans un moment clé de nouvelle « distribution des cartes » entre les puissances européennes. La politique extérieure de l’Union libérale eut de plus un effet pervers sur le modèle colonial en vigueur à Cuba, Porto Rico et les Philippines, déjà sévèrement mis à mal par la crise de l'économie esclavagiste due à la guerre de Sécession américaine. Le coût désorbitant des expéditions de ces années se révéla léthal pour le maintien de la présence coloniale espagnole outre-mer. »

#### Guerre de Cochinchine (1858-1862)
La guerre de Cochinchine consista pour l'Espagne en l’envoi d’un contingent d’environ 1 600 soldats, dans leur majorité philippins, qui partit de Manille sous le commandement du colonel Palanca pour appuyer l’invasion de la Cochinchine par l’armée française.
L’implication de l’Espagne dans une expédition militaire qui obéissait aux intérêts français de pénétrer en Indochine et dans laquelle aucun intérêt vital espagnol n'était en jeu se devait au fait que c’était la France qui donnait les règles en matière d'économie, de culture et également, dans une large mesure dans la politique extérieure. Bien que l’expédition espagnole en Cochinchine « pût se justifier par la proximité des Philippines et par les intérêts coloniaux espagnols en Extrême-Orient, le principal motif de cet épisode fut l’intérêt de Napoléon III à poser les bases d’une pénétration coloniale française dans le sud-est asiatique ».
Le prétexte donné à l’invasion fut l'assassinat de plusieurs prêtres catholiques — dont un évêque espagnol —. Son principal événement fut la prise de Saïgon par les troupes franco-espagnoles. Quatre ans plus tard, le 5 juin 1862, la guerre prit fin avec la signature d’un traité de paix de la France avec le roi de l’Annam auquel l’Espagne ne participa pas. En conséquence du traité, la France commença sa pénétration coloniale en Indochine avec la concession de trois provinces, tandis que l’Espagne ne reçut qu’une indemnisation économique et quelques droits commerciaux, mais aucun territoire, alors qu’une des aspirations espagnoles était l'obtention d'un port d’où envoyer les Coolies chinois à Cuba en régime de semi-esclavage.

#### «Guerre d’Afrique» (1859-1860)

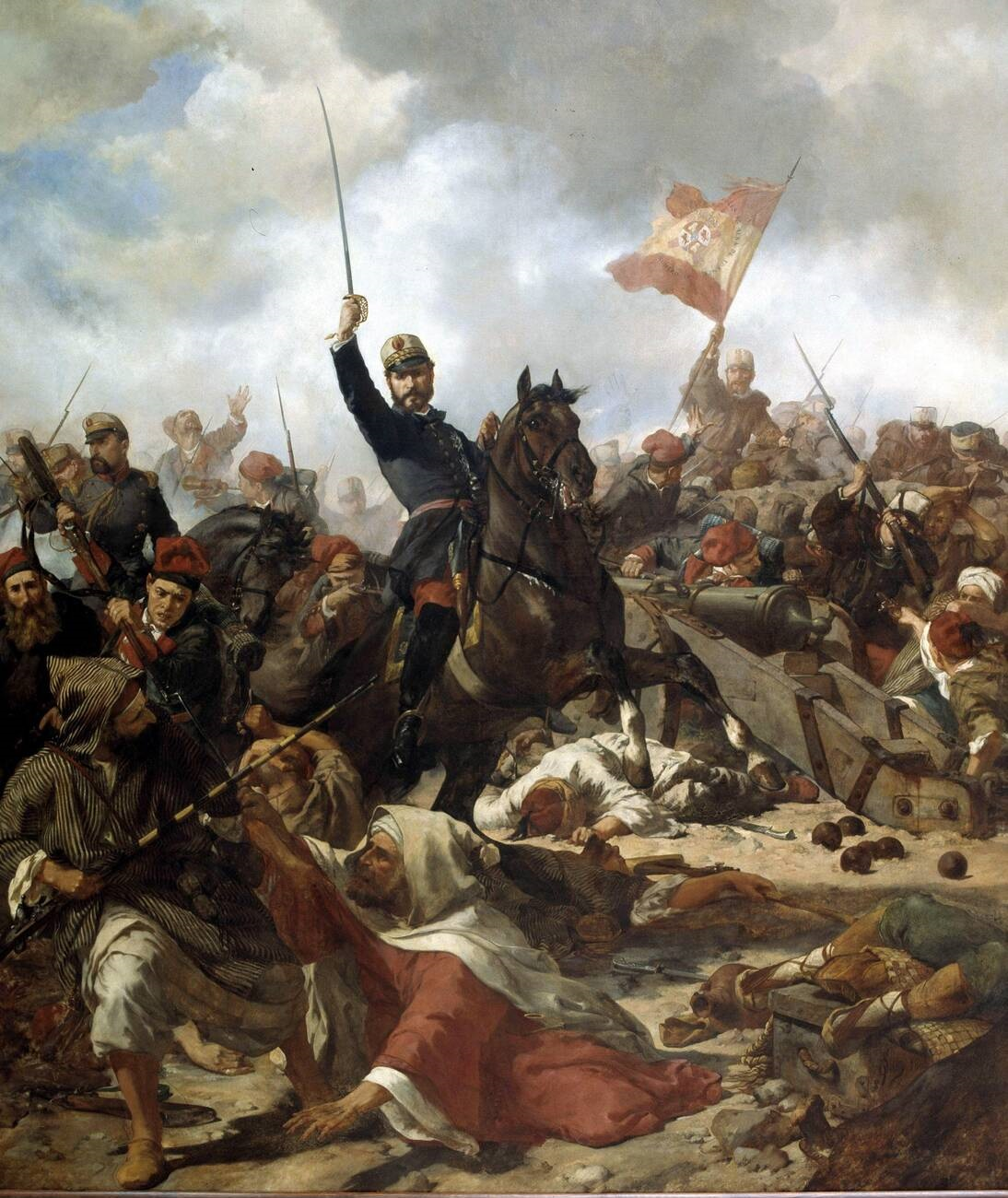
El general Prim en la Guerra de África (Le Général Prim dans la guerre d’Afrique), tableau de Francisco Sans Cabot.

La Guerre hispano-marocaine (1859-1860) — connue en espagnol comme la Guerra de África, « guerre d’Afrique » — consista en l’invasion du sultanat du Maroc sous prétexte de l’« outrage au pavillon espagnol par les hordes sauvages » près de Ceuta. Bien que l’on dît qu’il s’agissait de « se rétablir dans ses fertiles comarques de nos colonies perdues », les véritables raisons de l'expédition coloniale furent d’ordre interne. D’une part, comme le remarque un observateur de l’époque, en finir avec les « intrigues courtisanes » qui mettaient le gouvernement en danger — « alors O’Donnell inventa la guerre d'Afrique, guerre injuste car les malheureux Maures satisfaisaient toutes nos demandes, y compris de pendre les pauvres diables, ce qui avait été la cause du conflit ; mais il était nécessaire de distraire la cour ultramondaine avec la guerre contre les infidèles, qui par leur retard et leur pauvreté étaient vaincus facilement, et de cette manière la gloire militaire rendre le gouvernement fort et tuait les intrigues courtisanes » — et en finir avec la menace des pronunciamiento de certains chefs militaires « en cherchant des dérivatifs aux ambitions militaires » sous forme de promotions, de décorations et de titres nobiliaires, y compris la grandesse d'Espagne — O’Donnell lui-même obtint le titre de duc de Tétouan —. Quoi qu’il en soit, la guerre hispano-marocaine fut un grand succès pour le gouvernement et accrut son soutien populaire, suscitant une grande vague de patriotisme, frôlant avec le racisme, dans tout le pays, avec la collaboration de l’Église qui encouragea les soldats « à ne pas revenir sans avoir détruit l’islamisme, détruit les mosquées et planté la croiz dans tous les alcazars ».
L’invasion commença en novembre 1859 avec une armée mal équipée, mal préparée et mal dirigée, et avec des provisions alimentaires très déficientes, ce qui explique que sur les près de 8 000 morts espagnols, les deux tiers ne moururent pas sur le champ de bataille mais furent victimes de choléra ou d’autres maladies. Malgré cela, les victoires se succédèrent lors des batailles de Castillejos, de Tétouan et de Wad-Ras qui furent magnifiées par la presse en Espagne. La paix fut signée le 26 avril 1860 et fut qualifiée dans une certaine presse de « petite [paix] pour une grande guerre », sous-entendant qu’O’Donnell aurait dû conquérir le Maroc — on ignorait alors le piètre état dans lequel se trouvait l’armée espagnole après la bataille de Wad Ras et que le gouvernement espagnol s’était engagé avec le Royaume-Uni à ne pas occuper Tanger ni aucun territoire qui mette en péril sa domination du détroit de Gibraltar —. O’Donnell s’excusa en disant que l’Espagne était appelée « à dominer une grande partie de l’Afrique », mais que l’entreprise requerrait « au moins vingt ou vingt-cinq ans ». Tétouan resta occupée jusqu’en 1862, lorsque fut réalisé le paiement de 100 millions de réaux — initialement 200 millions, qui furent plus tard revus à la baisse —. Les deux autres concessions du Maroc furent un traité commercial qui bénéficia finalement plus à la France et au Royaume-Uni, et la concession du territoire d’Ifni, au sud du Maroc, qui ne serait occupé que 70 ans plus tard, après la pacification du Maroc par la France.

#### Expédition militaire au Mexique
La troisième opération de nature coloniale eut pour cible le Mexique, dont le président présidé par Benito Juárez avait annoncé la suspension des paiements de la dette extérieure, ce qui affectait surtout la France, le Royaume-Uni et l’Espagne. Les gouvernements de ces trois pays signèrent la convention de Londres le 31 octobre 1861 qui définit le cadre de la mise en place d’une « expédition militaire franco-britannico-espagnole au Mexique » qui débarqua à Veracruz à la fin de 1861. « L’Espagne envoya dans la zone 6 000 hommes commandés par l’omniprésent général Prim, qui partirent en décembre du port de La Havane et occupèrent la ville côtière de Veracruz et la forteresse de San Juan de Ulúa. Les Espagnols comme les Britanniques respectèrent leur engagement de maintenir leur présence sur le littoral mexicain et d’éviter de s’immiscer dans les problèmes internes ».
C’est pour cette raison que lorsque Napoléon III annonça que l’intention de la France était d'abattre la république mexicaine et établir à sa place le Second Empire mexicain dirigé par l’archiduc Maximilien d’Autriche, les troupes britanniques et espagnoles se retirèrent. Pour l’Espagne, la décision fut prise par le général Prim sans consultation du gouvernement madrilène présidé par O’Donnell ni le capitaine général de Cuba, le général Serrano, ce que tous deux critiquèrent durement, sans que cela soit rendu public en raison du soutien que reçut Prim de la reine, qui pensait que le trône du Mexique devait échoir à un membre de sa famille.

#### Opération à Saint-Domingue
La quatrième entreprise coloniale ne figurait pas dans le programme initial du gouvernement car elle fut le résultat d’une demande inespérée présentée en 1861 par le gouvernement de Saint-Domingue de réintégrer la Couronne espagnole, qui fut acceptée par le gouvernement O’Donnell le 16 mai, étant donné les rapports favorables reçus par le capitaine général de Cuba, Francisco Serrano, qui affirmaient que la position de l’Espagne dans les Antilles s’en trouverait renforcée. Cette demande insolite était due à la crise interne que traversait le pays et la crainte du gouvernement dominicain d’être annexé par le voisin Haïti, qui occupait la moitié occidentale de l’île. Une nouvelle organisation espagnole fut immédiatement organisée pour Saint-Domingue.
Toutefois la réincorporation du territoire à la Couronne s’avéra ruineuse car, encouragés par les États-Unis, le nombre de Dominicains opposés à celle-ci augmenta « à mesure que l’on voyait que l'occupation espagnole n’apportait pas la prospérité attendue/ Une insurrection contre les occupants [commencée en 1863 et qui très vite dériva en une guerre ouverte] finit par entraîner l’annulation de la réincorporation en mai 1865, face à la frustration de la reine ».
La décision de déroger le décret d’annexion fut prise par le gouvernement de Narváez, qui souhaitait trancher un problème hérité des temps de l’Union libérale.

#### Guerre du Pacifique

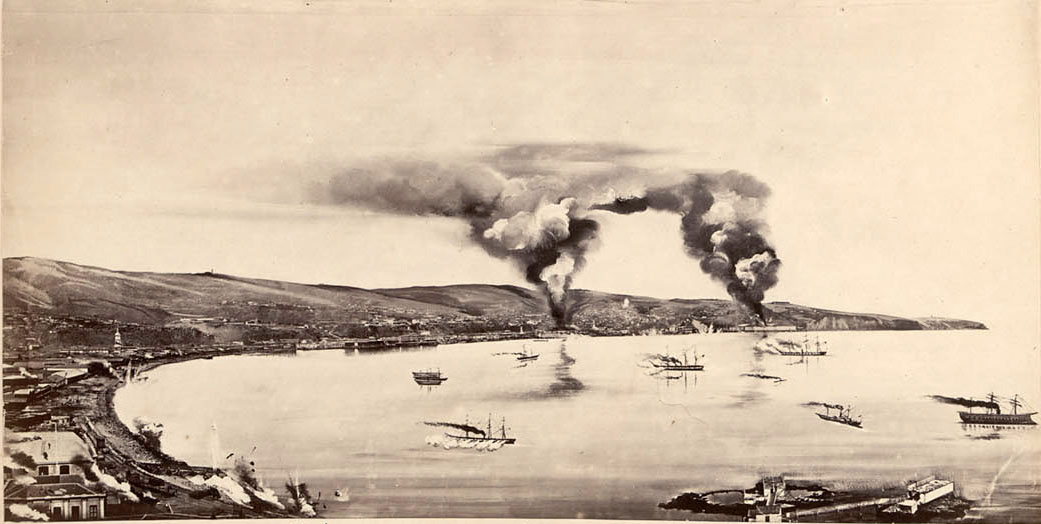
Gravure représentant le bombardement de Valparaíso, le 31 mars 1866.

La cinquième et dernière opération coloniale déboucha sur la guerre du Pacifique, qui se déroula après la perte du pouvoir par O’Donnell. Le conflit commença à l’été 1862, lorsque le gouvernement espagnol envoya sur les côtes du Pérou, qui n’avait pas de relations diplomatiques avec l’Espagne et avec qui il existait un contentieux relatif à des dettes non acquittées remontant au temps de l’indépendance, une escouade avec une mission à la fois scientifique et diplomatique. Au dénommé « incident de Talambo (es) », au cours duquel mourut un colon espagnol, l’escouade répondit par une démonstration de force et des troupes espagnoles débarquèrent sur les Îles Chincha péruviennes le 14 avril 1864, où elles hissèrent le drapeau espagnol — à ce moment, O'Donnell n’était plus à la tête du gouvernement depuis plus d’un an —. Le Pérou reçut la solidarité des républiques hispano-américaines voisines du Chili, de Bolivie et d’Équateur, qui se sentaient également menacée par la présence de la flotte espagnole dans le Pacifique, et entre décembre 1865 et mars 1866 les quatre pays déclarèrent la guerre à l’Espagne. Les principales actions guerrières furent le bombardement de Valparaíso sur les côtes du Chili le 31 mars 1866 et la bataille de Callao début mai. Quelques jours plus tard, le 10 mai, l’escouade rentrait en Espagne sans qu’il y eût un vainqueur clair et laissant une crise diplomatique ouverte avec les pays hispano-américains belligérants, qui resta irrésolue durant deux décennies. Le gouvernement espagnol reconnut la république du Pérou en 1880 et signa un traité de paix avec le Chili en 1883.

### Décomposition de l’Union libérale et chute d’O’Donnell
Début 1860, en pleine guerre hispano-marocaine, fut mise au jour une obscure conjuration carliste qui prétendait par un coup de force mettre sur le trône d’Espagne le comte de Montemolín, prétendant sous le titre de « Charles VI » et fils de Charles Marie Isidore de Bourbon, avec qui le conflit de succession avait commencé. Le roi consort François d'Assise de Bourbon et d’importantes figures de la cour, de la noblesse, de l’Église, de l’Armée et du monde des affaires, cherchant la réunification des deux branches des Bourbon d'Espagne, étaient impliqués dans le complot.
L’opération, dirigée par le capitaine général des Baléares, Jaime Ortega y Olleta, consista en un débarquement le 2 avril 1860 à Sant Carles de la Ràpita d’un contingent militaire de 3 600 hommes, 50 chevaux et 4 pièces d’artillerie provenant de Palma où il avait été formé. Comme l’avait prédit Ramón Cabrera depuis Londres, le débarquement carliste de Sant Carles de Ràpita fut un échec cuisant car dès que les soldats se rendirent compte de l’objet de leur déplacement ils refusèrent de combattre l’armée de la reine et que les soulèvements carlistes attendus dans toute la Péninsule ne se produisirent pas. Les militaires qui dirigeaient l’opération tentèrent de se cacher mais ils furent détenus par la Garde civile. Le général Ortega fut arrêté à Calanda (province de Teruel) et amené à Tortosa où il fut fusillé. En revanche les deux princes carlistes qui avaient participé à l’opération furent libérés à Tortosa après renoncé à leurs prétendus droits à la Couronne — ils se rétractèrent tout juste arrivés saufs en France —. Les listes des conjurés qui avaient travaillé avec le général Ortega « qui révélaient l’ampleur de la conjuration, disparurent » car l’on préféra oublier cet incident. L’échec de la tentative d’Ortega ouvrit une grave crise interne dans le carlisme.
En juin 1861 commença le soulèvement de Loja (es) qui s’étendit au reste de la province de Grenade ainsi qu’aux provinces de Malaga et de Cordoue. Le soulèvement fut mené par un vétérinaire de Loja aux idées républicaines et qui parvint à mobiliser environ l10 000 paysans qui furent à l'origine d’une vague de troubles, avec occupation et répartitions de terres et affrontements avec la Garde civile et l'Armée. C’est ainsi que la question des dures conditions de vie des cinq millions de journaliers andalous et d'autres régions dominées par le latifundium surgit au premier plan de la vie politique. Selon Juan Francisco Fuentes, « Le soulèvement paysans qui se déroula dans les provices de Malaga, Grenade et Cordoue en juin-juillet 1861 peut être considéré comme le point de départ d'un long cycle historique de conflits sociaux dans les campagnes andalouses ».
En décembre 1861, le leader du Parti progressiste dénonça devant les Cortès l’influence de la camarilla cléricale de la reine — menée par Sor Patrocinio (es) et à laquelle s’était jointe le père Claret, nouveau confesseur de la reine, et dont faisait également partie le nouveau « favori » de celle-ci Miguel Tenorio — qu’il accusait d’exercer une énorme influence sur le gouvernement d’O’Donnell, empêchant par exemple la reconnaissance par l’Espagne du royaume d'Italie car il était en conflit avec le pape de Rome, et d’être responsable du fait que les progressistes soient exclus du gouvernement par la Couronne. Son discours s’acheva avec une phrase célèbre : « Il y a des obstacles traditionnels qui s’opposent à la liberté de l’Espagne »
À partir de 1861, la cohésion interne du parti qui soutenait le gouvernement O’Donnell commença à s’affaiblir en raison du manque d’une claire base idéologique, ses actions étant essentiellement basées sur la communauté d’intérêts. la signature en 1861 du traité de Londres par lequel l’Espagne s’engageait dans l’expédition du Mexique avec le Royaume-Uni et la France avait déjà suscité un vif débat au Parlement sur la constitutionnalité de l’accord dans lequel certains députés de l’Union libérale n’avaient pas soutenu le gouvernement. Le fractionnement du parti gouvernemental apparut également lorsque fut votée le 16 décembre 1861 une motion de confiance au gouvernement à laquelle environ 80 députés refusèrent d’apporter leur soutien, parmi lesquels un des fondateurs de l’Union libérale, l’ancien ministre Ríos Rosas, qui comme les autres unionistes dissidents critiquaient le style personnaliste du gouvernement d’O’Donnell. Peu à peu ce groupe s’élargit à des figures importants au sein du parti comme Antonio Cánovas del Castillo, Alonso Martínez ou le général Concha. D’autres personnalités se joignirent au secteur critiques, comme Alejandro Mon et les anciens progressistes « resellados » menés par Manuel Cortina et le général Prim, qui finirent par réintégrer les rangs du Parti progressiste.
Vers le même moment commencèrent à émerger les dénonciations de corruption. Combinées à la pression de Napoléon III pour que le gouvernement condamne la conduite du général Prim qui avait ordonné unilatéralement le retrait du contigent espagnol dans l’expédition du Mexique, elles finirent par provoquer une crise de gouvernement à la mi-janvier 1863.
Début mars 1863, O’Donnell demanda à la reine la dissolution des Cortès, qui étaient ouvertes depuis 4 ans, afin de disposer d’un parlement plus favorable en mettant fin à la dissidence qui était apparue au sein de l’Union libérale. Mais Isabelle II refusa, notamment en raison de l’opposition du gouvernement à ce que la reine mère Marie-Christine de Bourbon revienne en Espagne. O’Donnell présenta alors sa démission, qui fut acceptée par la reine, marquant la fin du « gouvernement long » de l’Union libérale. La reine nomma le marquis de Miraflores nouveau président du gouvernement, avec quoi le Parti modéré faisait son retour à la tête de l’exécutif.

## Bilan
Selon Josep Fontana:

« O'Donnell avait apporté au pays quelques années d’une relative paix intérieure, bien que d’une politique extérieure agitée. Sur la vague ascendante du cycle économique il sembla vivre une étape de prospérité, alimentée par une fièvre spéculative qui annonçait un désastre prochain. Les budgets furent discutés et votés à cette époque, ce qui était insolite dans l’histoire financière espagnole, mais le gouvernement dépensa allègrement les revenus abondants qu’avait produit le désamortissement civil et finit avec des déficits en hausse et des millions supplémentaires de dette. Les moyens furent dépensés en aventures coloniales stériles comme celle de Conchinchine, du Maroc, du Mexique ou de Saint-Domingue, et à construire des casernes et des couvents, pas des routes et des canaux. »